# Майдан (Камень-Каширский район)
Майдан (укр. Майдан) — село в Маневичской поселковой общине Камень-Каширского района Волынской области Украины.
До 2020 года входило в Маневичский район.
Код КОАТУУ — 0723687303. Население по переписи 2001 года составляет 183 человека. Почтовый индекс — 44622. Телефонный код — 3376. Занимает площадь 40,7 км².